# Shahrestān di Gorgan
Lo shahrestān di Gorgan (farsi شهرستان گرگان) è uno dei 14 shahrestān della provincia del Golestan, in Iran. Il capoluogo è Gorgan. Lo shahrestān è suddiviso in 2 circoscrizioni (bakhsh): 
- Centrale (بخش مرکزی)
- Baharan (بخش بهاران)